# Amazon Fresh
Amazon Fresh är ett varumärke för en amerikansk multinationell detaljhandelskedja som dels driver fysiska butiker i England i Storbritannien och i nio delstater i USA. Dels i februari 2021 levererade livsmedel till kunder i Italien, Japan, Spanien, Storbritannien, Tyskland och USA. Varumärket ägs av det amerikanska konglomeratet Amazon.

## Historik
I augusti 2007 lanserade Amazon Amazon Fresh som initialt enbart en utkörningstjänst för livsmedel till endast utvalda kunder i delstaten Washington. I juni 2016 meddelade Amazon att Amazon Fresh skulle expandera utanför USA och utkörning av livsmedel skulle inledas i London i England i Storbritannien. Tjänsten var dock initialt bara öppen för Amazon Prime-kunder. I slutet av 2010-talet ville Amazon starta upp fysiska butiker med Amazon Fresh som varumärke. I augusti 2020 öppnades den första butiken och den var placerad i Woodland Hills (Los Angeles) i Kalifornien. Initialt var den endast öppen för särskilt utvalda kunder men några veckor senare öppnades den helt för allmänheten.
I maj 2021 rapporterades det om att Amazon hade valt att omprofilera deras brittiska Amazon Go-butiker till att använda Amazon Fresh som varumärke. I mars fyra år senare blev både Fresh och Gos ledningsstrukturer ihop slagna med Amazons avdelning Worldwide Grocery Stores ledningsstruktur, som där även Whole Foods Market ingår, för att öka effektiviteten inom varumärkena.